# Generali France
Generali France est un assureur généraliste français, filiale du groupe italien Generali fondé à Trieste en 1831.

## Histoire de Generali France: de Bordeaux à l’entreprise unique
L'activité de Generali en France débute en 1832. Il s'agit de la plus ancienne implantation à l'étranger du groupe italien. Le premier mandat d'agent est délivré le 19 avril à Bordeaux. Le Groupe va se développer sous des marques différentes par activité et réseaux de distribution : Trieste et Venise, Concorde, La Fédération Continentale, La Lutèce, etc. 
En 2005, Generali France devient le deuxième groupe d'assurances généraliste en France.
En 2006, les différentes entités de Generali en France sont fusionnées juridiquement et adoptent une marque unique : Generali.

## Présentation de Generali France

### Présence sur le marché
- Generali France est le troisième marché de Generali dans le monde, après l’Italie et l’Allemagne[3], avec 11,9 milliards de chiffre d'affaires en 2017[4]
- Generali France est le leader français de l'assurance-vie sur Internet[5]. Ce développement de l’assurance-vie en ligne passe surtout par des partenariats avec des établissements comme Boursorama ou ING qui commercialisent les produits sous leur propre marque, ainsi que par plus de 400 partenaires courtiers, conseillers en gestion de patrimoine (CGPI) et intermédiaires d’assurances Internet grands comptes.
- Generali France est le premier assureur du marché français sur le segment de l’épargne individuelle[6].
- En 1963, Generali France participe à la création d'Europ Assistance qu'il rachète à 100 % en 2002[7], qui devient une référence du métier d’assisteur[8] et un partenaire important pour les particuliers, les organismes publics et les entreprises.
- Premier assureur des sportifs en France[9], Generali assure 30 % des fédérations sportives françaises et accompagne plus de 5 millions de licenciés, dont 2 millions assistés par Europ Assistance. Au total, la Compagnie est présente auprès de quinze fédérations.
- Fin 2019, Generali France annonce une baisse drastique de sa rémunération attachée à ses produits d'assurance : le taux sera désormais abaissé à 1 %. Une décision qui intervient dans un contexte de généralisation de l'abaissement des taux[10],[11],[12].

### Chiffres clés
- 7 500 collaborateurs[13].
- 8,3 millions de clients[13].

### Métiers
- Generali vie et Generali Iard sont les deux plus importantes sociétés d’assurance du Groupe. Elles sont présentes sur l’ensemble des secteurs du marché et s’appuient sur un modèle de distribution diversifié.
- Europ Assistance Holding coordonne l’activité de l’ensemble des filiales d’assistance du Groupe implantées dans le monde entier. Son directeur général est Antoine Parisi[14].
- L'Équité est spécialisée dans les activités dommages (y compris la protection juridique) et assurances de personnes. Elle a pour vocation de nouer des accords avec des distributeurs intéressés par la vente de garanties très pointues à destination essentiellement des particuliers.
- Generali Real Estate réalise les investissements immobiliers du groupe en France et veille à leur mise en valeur. Elle est dirigée par Philippe Brion.

### Les réseaux de distribution
Generali s’appuie sur un modèle de multidistribution caractérisé par une diversité de réseaux et de partenaires notamment via des accords de partenariats externes dans le cadre de l’assurance vie. À ce jour, Generali France compte la plupart des banques françaises parmi ses partenaires.
- Des réseaux salariés qui comptent 1 700 conseillers et chargés de clientèle[15].
- Un réseau de plus de 700 agents généraux et 1800 collaborateurs d'agence[15].
- Un réseau de 3800 courtiers apporteurs
- Une collaboration avec 2000 Conseillers en gestion de patrimoine indépendants qui ont élu Generali en 2018 "Meilleure plateforme d'assurance vie" [16].
- Des accords avec de grands partenaires bancaires et Internet : pas moins de 130 importants gestionnaires ou établissements bancaires dont 6 partenaires Internet dans le domaine de l’épargne qui commercialisent des contrats sous leur propre marque.